# Tomáš Hanák
Tomáš Hanák (* 27. března 1957 Kremnica) je český herec, komik a moderátor. Známý je zejména z rolí ve filmech Cesta z města, Pasti, pasti, pastičky a Kopytem sem, kopytem tam.

## Život
Jako dítě Tomáš Hanák hodně cestoval, s rodiči strávil dva roky na Kubě, kde jeho otec působil jako zástupce PZO při realizaci strojírenských zakázek. Od mládí se věnoval veslování a opakovaně — jako reprezentant ČSSR — vyjížděl i do nesocialistického zahraničí. Stal se opakovaně mistrem ČSSR. Po maturitě na Gymnáziu Budějovická v roce 1976 a neúspěšném pokusu o přijetí na DAMU začal studovat VŠE obor zahraniční obchod. Ze školy byl — neoficiálně pro rozšiřování protisocialistických textů — vyloučen. Během života vystřídal celou řadu zaměstnání.
Od roku 1977 Hanák působí v divadle Sklep jako herec i autor. Hrál v mnoha českých filmech, reklamě a pořadech zejména České televize. V roce 2005 hrál v hollywoodském filmu Kletba bratří Grimmů a vystupuje i v českém stand-up comedy pořadu Na stojáka. Ke konci osmdesátých let se — jak sám otevřeně publikuje — u něho začaly projevovat zásadní problémy s alkoholem, které léčil ambulantně i ústavně mj. v detoxikačním centru léčebny v Havlíčkově Brodě. Léčba byla úspěšná a od roku 1994 abstinuje.

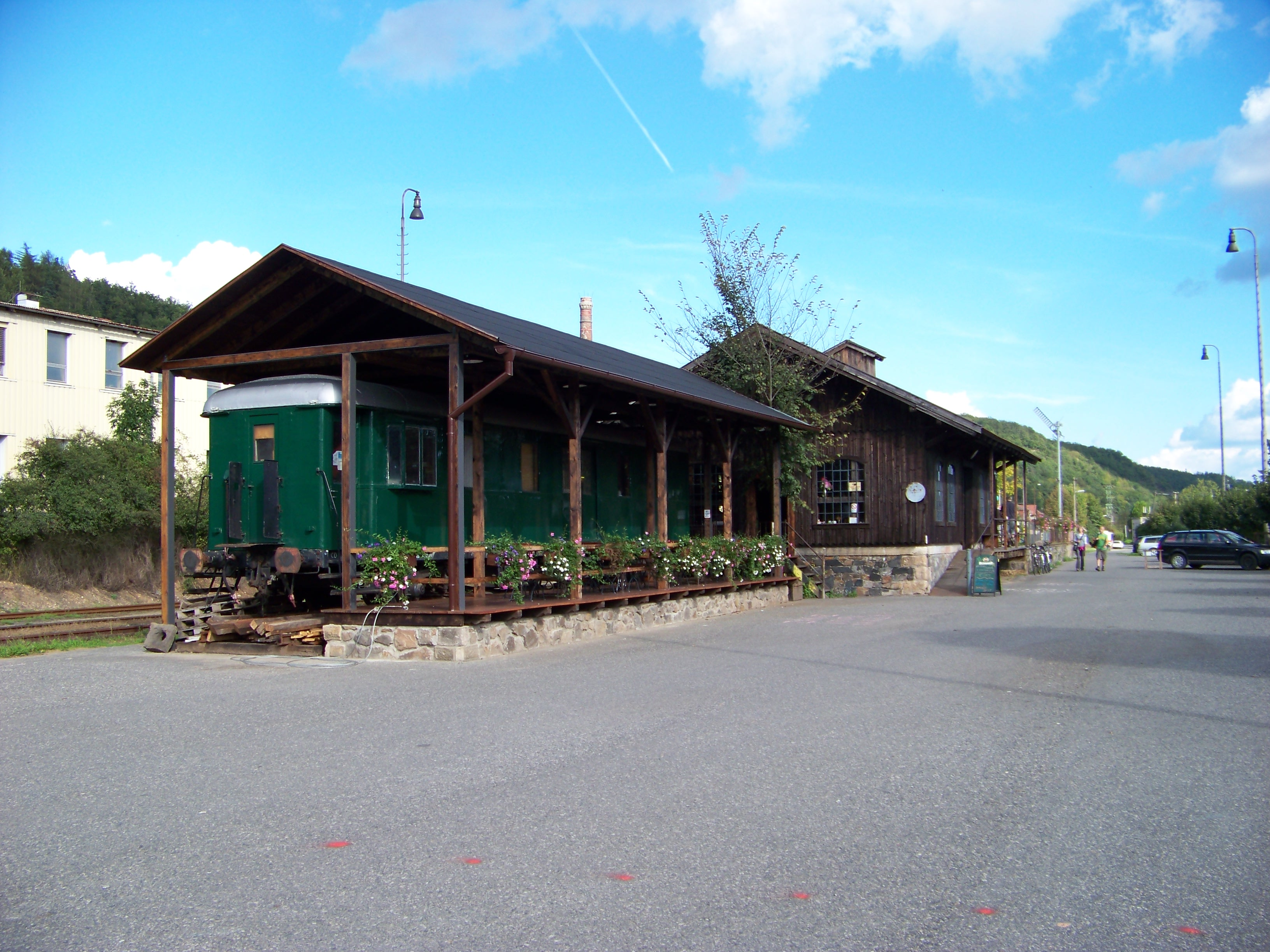
Hanákova stylová restaurace Zastávka Nižbor, otevřená po pětiletých přípravách v roce 2013

Hanák působí také jako moderátor, angažuje se v charitativním pořadu Pomozte dětem. Je členem skautského hnutí. Vede nadaci Řetěz lásky k dětem, která bojuje proti vzestupu kouření u dětí. Je ženatý, má tři děti, bydlí v Nižboru, kde v zrekonstruovaném dřevěném železničním skladě provozuje stylovou hospodu. Je také člen rady obce.
V průběhu prezidentské předvolební kampaně v roce 2012 vzbudil Hanák pozornost svými vystoupeními vyzývajícími Miloše Zemana a Jana Fischera k odstoupení z kandidatury. Po vítězství Zemana se netajil svým znechucením; uvedl, že Zeman pro něj není prezidentem a že jako jediné východisko z politického marasmu a zajištění důstojné reprezentace státu vidí změnu z republiky na monarchii, na způsob západoevropských států jako Spojené království a Nizozemsko.

### Cestování
Tomáš Hanák je náruživým cestovatelem, cestuje sám, většinou na kole a po exotických zemích.

## Filmografie
- 1984 Poklad hraběte Chamaré
- 1985 ING.
- 1986 Chemikál
- 1987 Bony a klid
- 1988 Kopytem sem, kopytem tam, Na brigádě
- 1989 Pražská 5, Strašidlo Cantervillské (TV film)
- 1990 Mrtvý les, Mrtvý les a jiný bulšit
- 1991 Mí Pražané mi rozumějí
- 1992 Náhrdelník (TV seriál), Trhala fialky dynamitem
- 1993 Tuzemský konzumní (TV seriál), Válka barev
- 1994 Historky od krbu (TV seriál), Prology (TV seriál), Díky za každé nové ráno, Mlýny (TV film), Nehynoucí láska, Žiletky
- 1995 Hodiny od Fourniera (TV film)
- 1996 Kamenný most, Král Ubu, Mirek n'est pas parti
- 1997 Zdivočelá země (TV seriál), Zdivočelá země
- 1998 Culex, Multicar Movie Show, Pasti, pasti, pastičky
- 1999 Madame Quatre et ses enfants (TV film), Wartburg movie show
- 2000 Cesta z města, Otesánek, Test
- 2001 Rebelové, Znásilnění (TV film)
- 2002 Angelina (TV film)
- 2003 Mazaný Filip, Zostane to medzi nami
- 2004 Místo nahoře (TV seriál), Tři
- 2005 Dobrá čtvrť (TV seriál), Na stojáka (TV seriál), Doblba!, The Grooming, Kletba bratří Grimmů, Skřítek
- 2006 Místo v životě (TV seriál), Prachy dělaj člověka, Začátky filmových hvězd
- 2007 Gympl
- 2008 Soukromé pasti (TV seriál)
- 2008 Nestyda
- 2008 Na vlky železa (TV film)
- 2008 Comeback (TV seriál), jako Zoran Divič
- 2009 Philanthropist, The (TV seriál)
- 2009 Nikdy neříkej nikdy (TV seriál)
- 2010 Špačkovi v síti času (TV seriál)
- 2010 Jseš mrtvej, tak nebreč (TV film)
- 2011 ČT Live - Žebřík (koncert)
- 2012 Život je ples (TV seriál)
- 2012 Ztracená brána (TV film)
- 2012 Policajti z centra (TV seriál)
- 2012 Martin a Venuše
- 2012 Koncert proti konci světa (koncert)
- 2012 Cesta do lesa
- 2013 Nevinné lži (TV seriál)
- 2013 PanMáma (TV sitcom), jako Farář Otec František
- 2015 Lovci a oběti
- 2016 ZOO (TV seriál)
- 2018 Doktor Martin: Záhada v Beskydech, jako komisař Majer
- 2019 Strážmistr Topinka (TV seriál), jako komisař Majer
- 2020 Osada (TV seriál)
- 2021 cesta domů (TV film)

### Dokumentární
- 1991 Míč (TV film)
- 1999 Rádio Limonádový Joe (TV film)
- 2006 13. komnata Tomáše Hanáka (TV film)
- 2011 Do moře míst (TV seriál)
- 2013 Show Jana Krause (TV pořad)

## Dabing

### Počítačové hry
- 2008 GhettOut

## Diskografie
- Splašil se kůň našíř, 1995
- Tomáš Hanák, 2009